# Luque (Espagne)
Pour les articles homonymes, voir Luque.
Luque est une ville d’Espagne, dans la province de Cordoue, communauté autonome d'Andalousie.

## Culture locale et patrimoine

### Monuments et lieux touristiques
- L'ancienne gare ferroviaire de Luque : Sur le tracé de l'ancien train huile d'olive, un sentier, entre la rivière Guadajoz près de la ville de Luque et le village de Navas del Selpillar, permet les randonnées cyclistes et pédestres, à travers le Parc Naturel Sierras Subbéticas.

Située sur la N432, à environ 72 km au sud-est de Cordoue, l'ancienne gare a été transformé en relais touristique.
La "Subbética Greenway" offre actuellement un parcours de 58 km à travers le sud de la province de Cordoba.

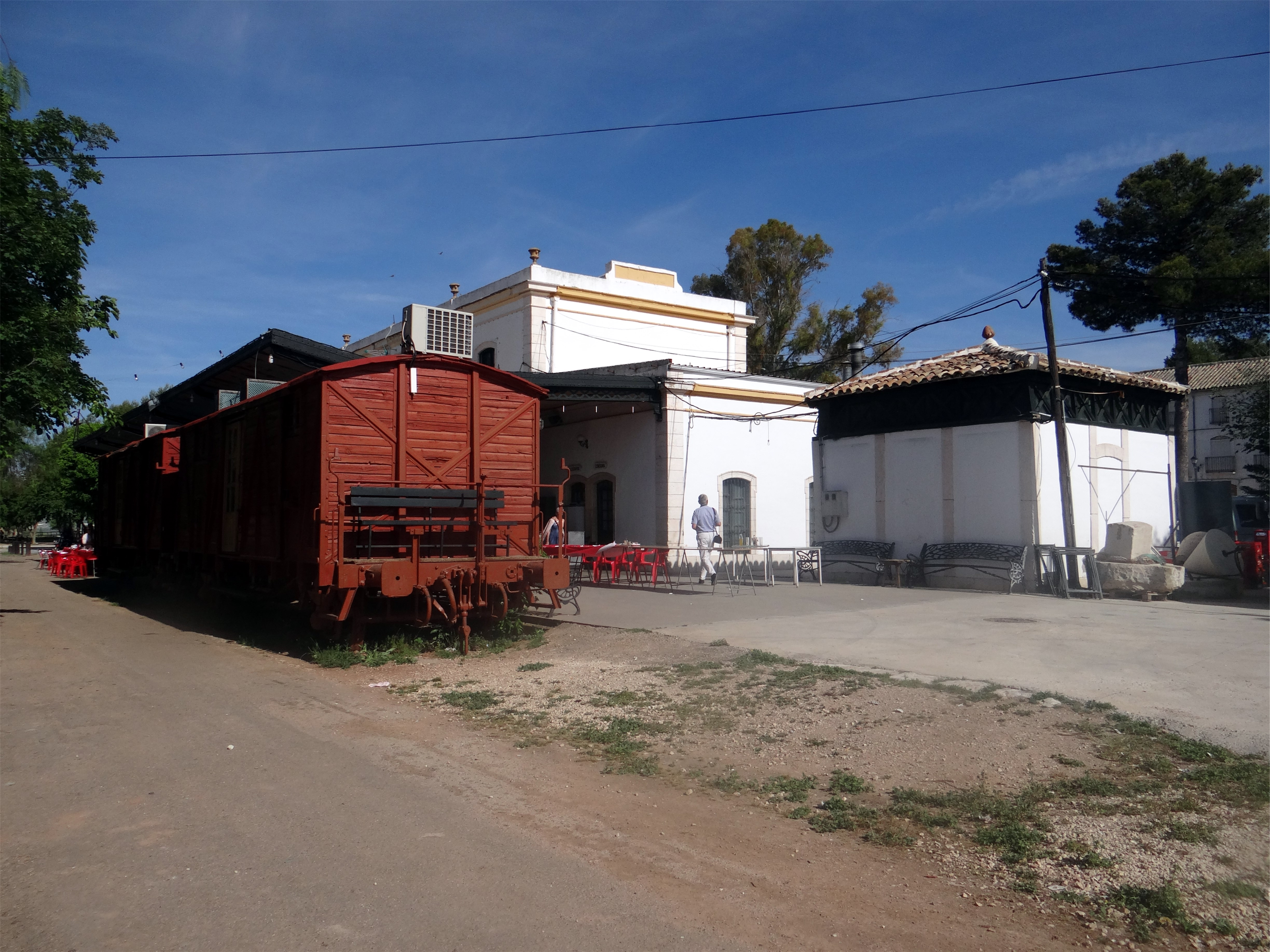
Ancienne gare ferroviaire de Luque
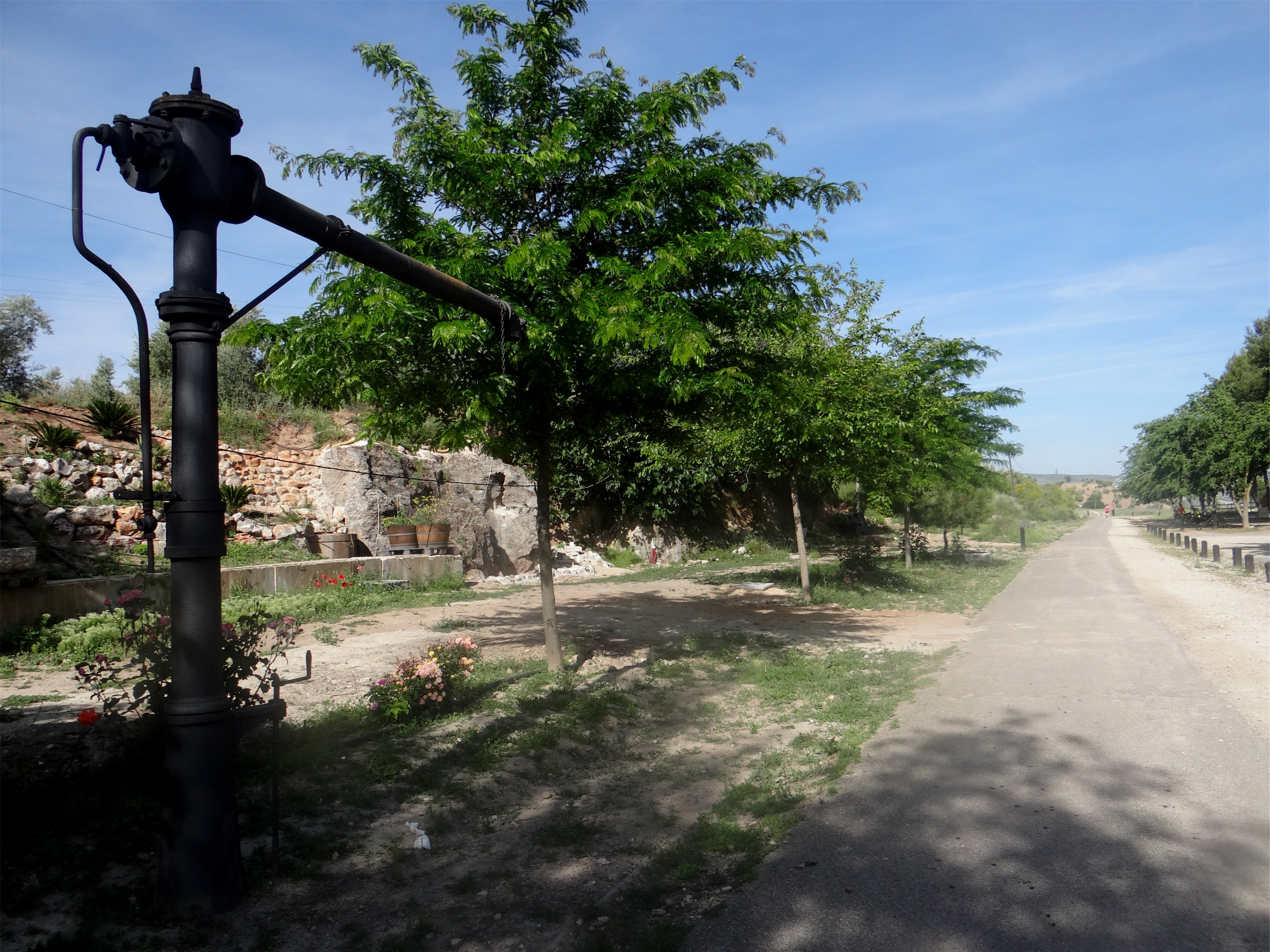
Via Verde de la Subbética.